# Rusałka admirał

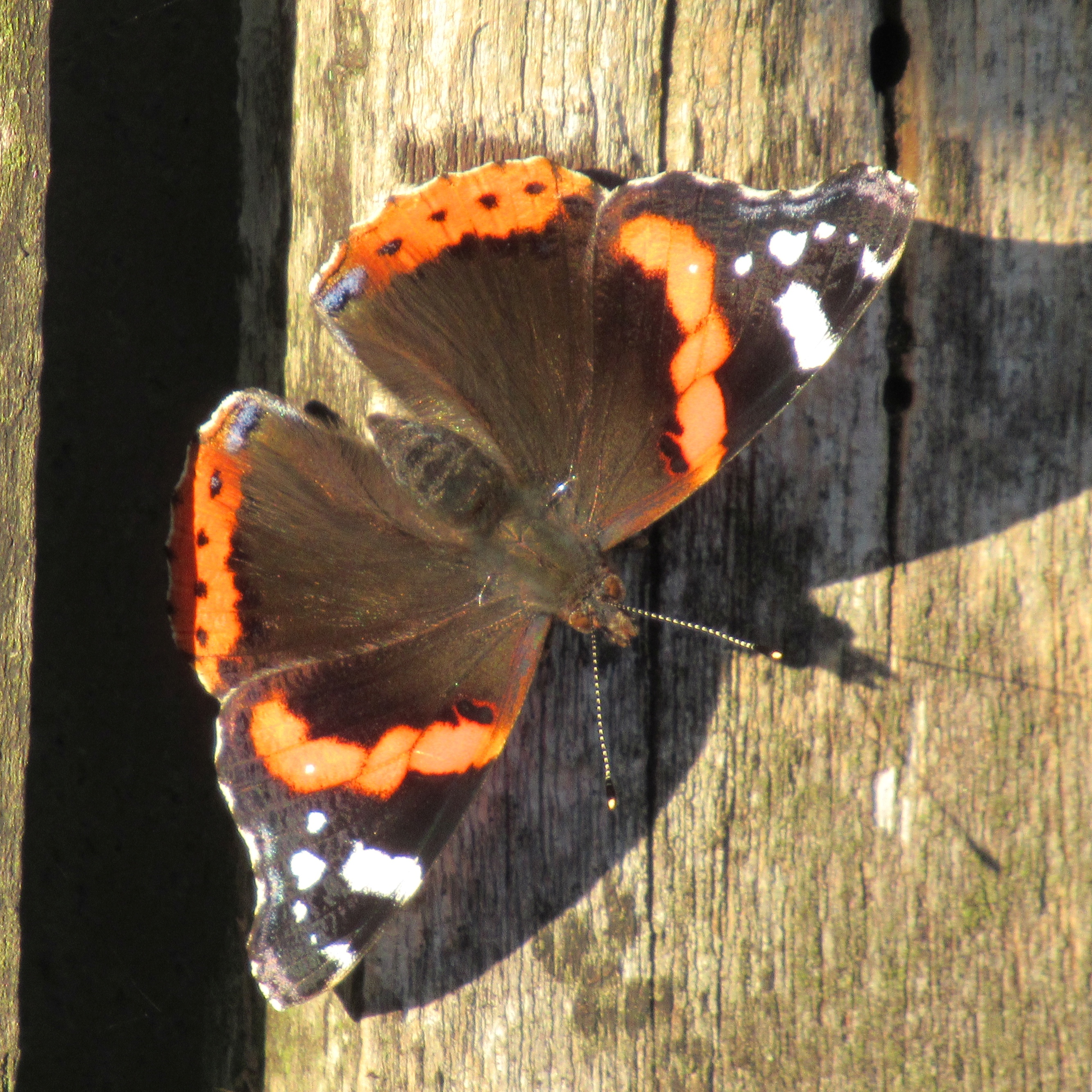
Rusałkę można często zobaczyć, jak rozpościera skrzydła na ziemi.

Rusałka admirał (Vanessa atalanta) – gatunek motyla z rodziny rusałkowatych (Nymphalidae), obejmujący zasięgiem występowania Palearktykę oraz Amerykę Północną, Azję. Zasięg występowania obejmuje całą Polskę i Rosję.

## Charakterystyka
Rozpiętość skrzydeł 58–64 mm. Na przedniej parze czarnych skrzydeł widnieje czerwona, skośna przepaska, na tylnej czerwony pasek brzegowy. Ponadto na przednim skrzydle widać białe plamki. Spodnia strona skrzydeł ma brązowo-żółty wzór. Gąsienice ubarwione od koloru żółto-zielonego po czarny z szaroczarną głową. Charakterystyczną cechą są również żółte pasy z boku i plamki o tej samej barwie, pokrywające całe ciało. Poczwarka szarobrunatna lub brunatna z prążkowanym deseniem oraz żółtym przyprószeniem. Występuje u niej także garb, a na grzbiecie występują dwa rzędy srebrnych kolców.

## Rozmnażanie, tryb życia, środowisko i pożywienie
Motyl spotykany od 3 dekady maja do 3 dekady czerwca i od 2 dekady lipca do 2 dekady października. Jajo rusałki admirał jest białozielone, beczułkowate, z wierzchu zaokrąglone. Chorion posiada podłużne żeberka. Składane są pojedynczo na pokrzywach. Pojawia się przy tym jedno pokolenie na rok. Rusałka admirał jest gatunkiem wędrownym, a w Polsce spotykane osobniki pochodzą z południowej Europy. Wyjątkowo niektóre zimują. Gąsienice rusałki żerują na pokrzywie zwyczajnej, ponadto skrycie w niej żyją i przepoczwarzają się w niej. Postać dorosła odwiedza w poszukiwaniu nektaru kwiaty sadźca konopniastego, ostrożenia warzywnego i polnego, nawłoci późnej, a wczesną wiosną również kwiaty wierzby iwy. W ogrodach jednak częściej są spotykane na takich roślinach jak: budleja Davida, aksamitka i aster nowobelgijski. Bardzo lubią odwiedzać też sfermentowane owoce i sok wyciekający z drzew. Zamieszkuje polany, leśne dróżki, skraje lasów, a także ogrody, tereny ruderalne i sady. Spotykana również jest w lasach łęgowych.

## Zagrożenia, ochrona i status
Rusałka admirał na terenie Polski nie jest zagrożona i nie wymaga ochrony. IUCN uznaje rusałkę admirał (Vanessa atalanta) za gatunek najmniejszej troski (LC).

## Filatelistyka
Poczta Polska wyemitowała 14 października 1967 r. znaczek pocztowy przedstawiający rusałkę admirała o nominale 2,50 zł, w serii Motyle. Autorem projektu znaczka był Jerzy Desselberger. Znaczek pozostawał w obiegu do 31 grudnia 1994 r..

## Galeria

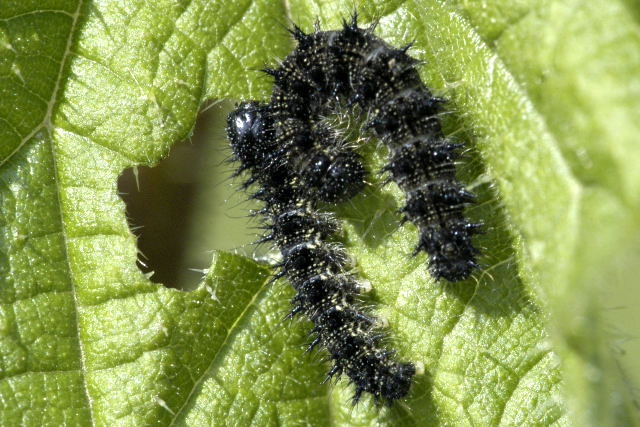
Gąsienice
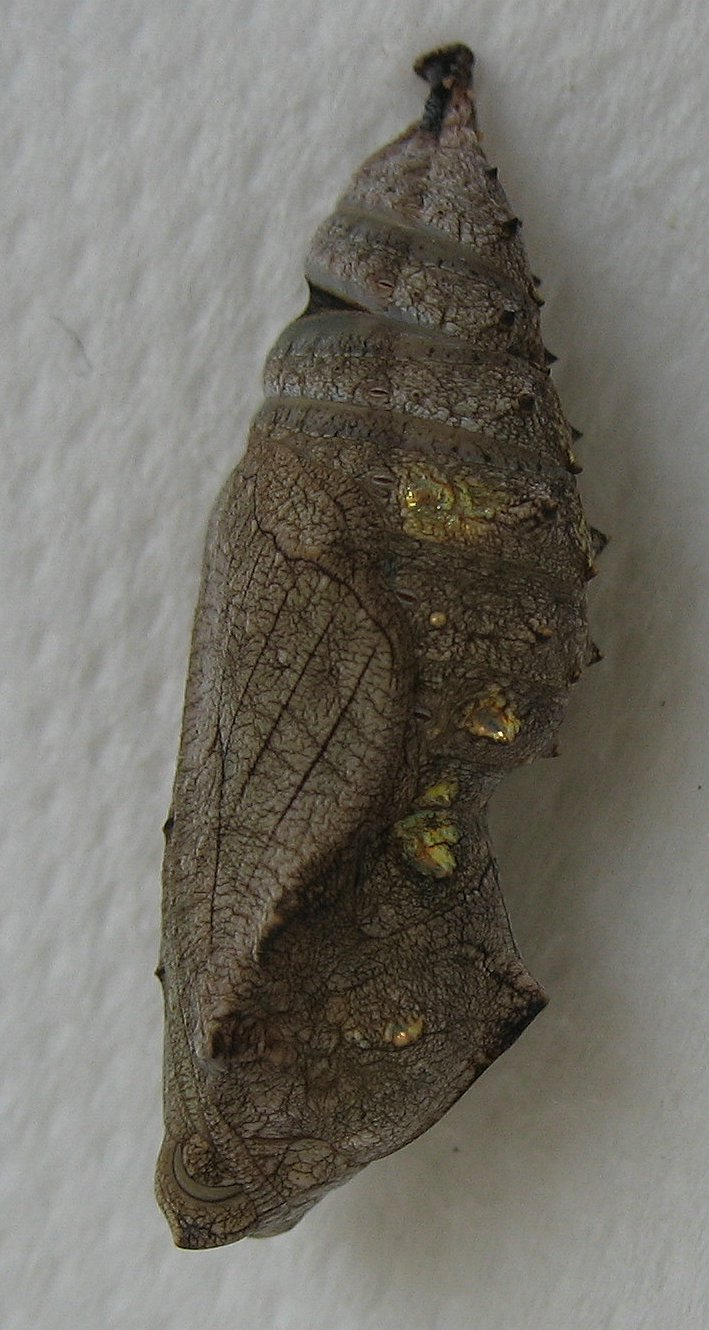
Poczwarka
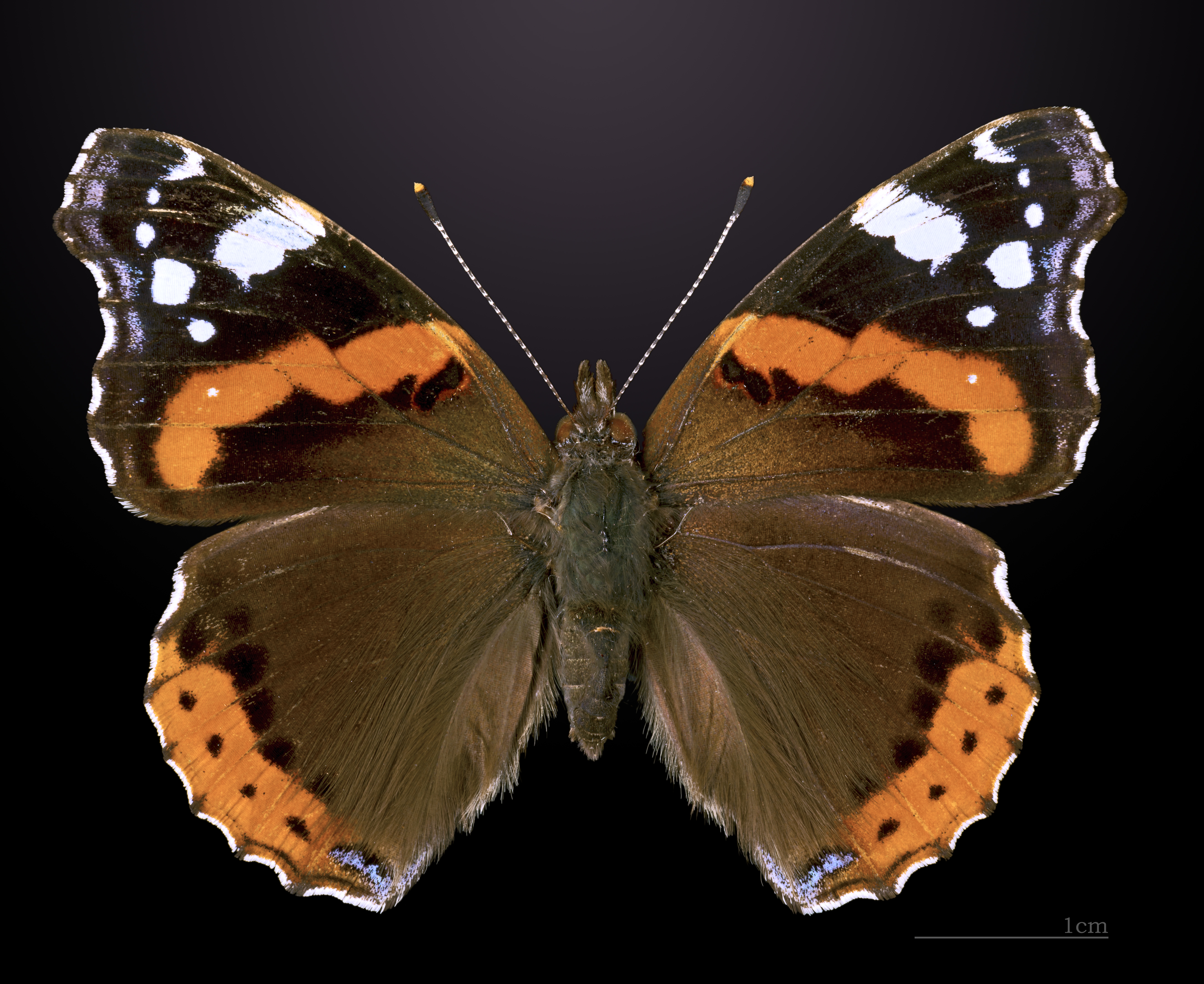
z wierzchu
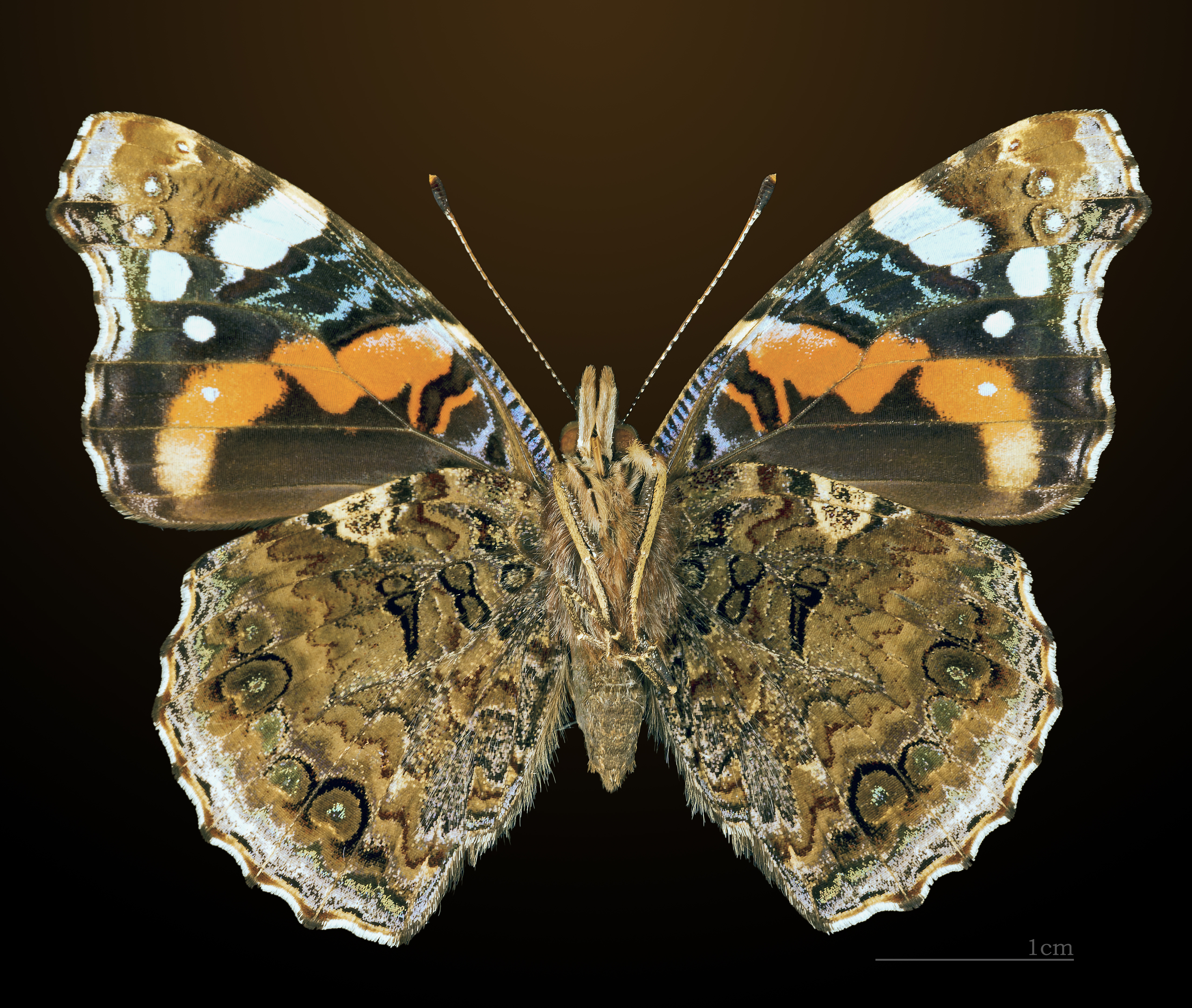
od spodu